# Litoměřice horní nádraží
Litoměřice horní nádraží – stacja kolejowa w Litomierzycach, w kraju usteckim, w Czechach. Znajduje się na wysokości 185 m n.p.m.
Jest zarządzana przez Správę železnic. Na stacji znajdują się kasy biletowe, na których istnieje możliwość zakupu biletów na wszystkie pociągi w tym międzynarodowe oraz rezerwacji miejsc.

## Linie kolejowe
- 087 Lovosice - Česká Lípa